# Bandurî, Ohtîrka
Bandurî (în ucraineană Бандури) este un sat în comuna Rîbalske din raionul Ohtîrka, regiunea Sumî, Ucraina.

## Demografie
Componența lingvistică a localității Bandurî
     Ucraineană (98,81%)
     Rusă (1,19%)
Conform recensământului din 2001, majoritatea populației localității Bandurî era vorbitoare de ucraineană (98,81%), existând în minoritate și vorbitori de rusă (1,19%).